# Elevador do Chiado

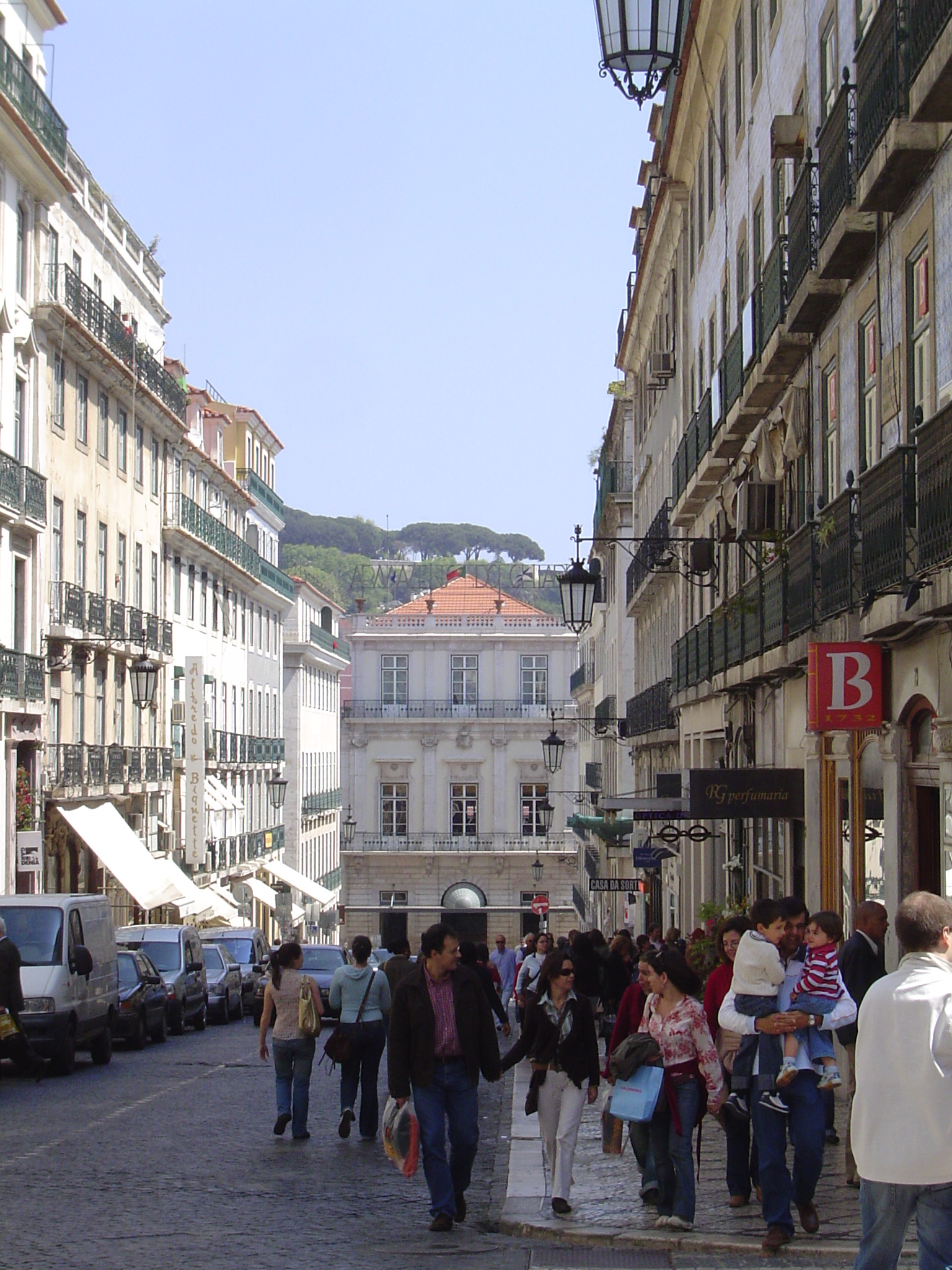
Aspecto atual (2007) da fachada do edifício dos antigos Armazéns do Chiado, anteriormente à sua inauguração terminal superior do Elevador do Chiado.

O Elevador do Chiado (oficialmente Elevador Rua do Crucifixo) ligava a Rua do Crucifixo à Rua Nova do Carmo, em Lisboa, Portugal, atravessando o interior do Hotel Universal mas oferecendo um serviço de transporte aberto ao público com acesso directo ao exterior. A Gazeta dos Caminhos de Ferro de 16 de Abril de 1891 noticiou que em breve chegaria o material para o elevador do Chiado, vindo de Paris e de Nova Iorque. Informou igualmente que os trabalhos preliminares para a instalação do elevador estavam muito avançados, prevendo-se a inauguração para Maio desse ano.
Projetado por Raoul Mesnier de Ponsard, funcionou pela primeira vez a 15 de fevereiro de 1892, sendo inaugurado em 28 de Agosto do mesmo ano. Era um elevador vertical, que estabelecia a ligação entre a Rua do Crucifixo (com a entrada sendo no n.º 113) e a Rua Garrett no Chiado (no interior do Hotel Universal), oferecendo um serviço de transporte aberto ao público com acesso direto ao exterior, perto da entrada principal, onde havia um letreiro que dizia "Elevador Rua do Crucifixo em 20 segundos", funcionando das 07:00 às 22:00. À semelhança do ascensor do Lavra, Glória e Bica, este elevador vertical também trabalhava por contrapeso de água e tinha a capacidade de fazer 48 viagens por hora, dispondo de um ascensorista a bordo. Comprava-se o bilhete no elevador e o preço de cada bilhete era de 10 réis, havendo bilhetes de correspondência com o ascensor da Estrela, em virtude do acordo entre as duas empresas. Tinha poucos utilizadores, tendo por esse motivo laborado somente até 1912, perdendo o carácter público com a sua integração nos Armazéns do Chiado no ano seguinte.